# Steve McNair
Stephen LaTreal McNair (Mount Olive, 14 febbraio 1973 – Nashville, 4 luglio 2009) è stato un giocatore di football americano statunitense, nel ruolo di quarterback trascorse la maggior parte della sua carriera nella NFL con i Tennessee Titans.
McNair giocò a football al college ad Alcorn State a Lorman, Mississippi, dove nel 1994 vinse il premio Walter Payton Award come miglior giocatore NCAA della division I-AA. Fu scelto come terzo assoluto dagli Houston Oilers nel 1995, diventando il quarterback titolare nel 1997, la loro prima stagione nel Tennessee (anche se iniziò sei gare anche nelle stagioni precedenti a Houston), e rimase il quarterback titolare dei Titans fino al 2005. Dopo la stagione 2005, McNair passò ai Baltimore Ravens in cambio di una scelta al draft del quarto giro, coi quali giocò due stagioni prima di ritirarsi dopo 13 stagioni nell'NFL.
McNair guidò i Titans a quattro apparizioni ai playoff più un'altra coi Ravens, e giocò il Super Bowl XXXIV coi Titans. È il leader di tutti i tempi dei Titans nei passaggi. McNair fu selezionato tre volte per il Pro Bowl, fu inserito nella formazione ideale e nominato Co-MVP nel 2003, tutto come Titan.
McNair morì il 4 luglio 2009, quando la sua amante, Sahel Kazemi, gli sparò a morte prima di puntare l'arma su se stessa.

## Carriera professionistica

### Houston Oilers
Con la terza scelta assoluta del Draft 1995, gli Houston Oilers e il nuovo capo-allenatore Jeff Fisher selezionarono McNair, facendone all'epoca il quarterback afroamericano selezionato più in alto della storia e facendogli firmare un contratto triennale. McNair non scese in campo fino alle ultime due serie dell'ultimo quarto di una gara di novembre contro i Cleveland Browns. Più avanti nel corso della stagione giocò brevemente anche contro Detroit Lions e New York Jets. Nel frattempo, il quarterback titolare Chris Chandler terminò come quarto miglior passatore della AFC. Nel 1996, McNair rimase la riserva di Chandler fino a quando disputò una gara come titolare a dicembre contro i Jacksonville Jaguars.

### Tennessee Oilers/Titans
La prima stagione di McNair come titolare degli Oilers fu nel 1997 (il primo dal trasferimento nel Tennessee) terminando con un record di 8-8, disputando le gare casalinghe al Liberty Bowl di Memphis, Tennessee. Le 2 665 yard passate da McNair furono il massimo per un giocatore degli Oilers da Warren Moon nel 1993 e i suoi 13 intercetti furono il numero minore subito in una singola stagione nella storia della franchigia. Guidò anche la squadra in touchdown su corsa con otto e si classificò secondo dietro al running back Eddie George con 674 yard corse, la terza cifra più alta per un quarterback nella storia della NFL.
Nel 1998, McNair stabilì i nuovi primati personali per passaggi tentati, 492, completati, 289, yard passate, 3 228 yard e touchdown, 15, per gli Oilers, nel frattempo stabilitisi definitivamente a Nashville. Inoltre ridusse i suoi intercetti a 10, salendo a un passer rating di 80,1.
La squadra cambiò ufficialmente il suo nome da Oilers a Titans per la stagione 1999 e debuttò nel nuovo stadio, l'Adelphia Coliseum. All'inizio della stagione 1999, a McNair fu diagnosticata un'ernia infiammata dopo la vittoria di Tennessee per 36–35 sui Cincinnati Bengals, venendo costretto a un'operazione chirurgica. Al suo posto giocò Neil O'Donnell, un veterano che aveva guidato i Pittsburgh Steelers a disputare il Super Bowl quattro anni prima. Nelle successiva cinque partite, O'Donnell guidò i Titans a un record di 4-1. McNair fece ritorno nella gara contro i St. Louis Rams e con lui alla guida, Tennessee vinse sette delle ultime nove partite, terminando con un record di 13–3 al secondo posto nella AFC Central.
Tennessee aprì i playoff in casa contro i Buffalo Bills nel turno delle wild card, vincendo una gara passata alla storia come "Music City Miracle". La squadra giunse fino al Super Bowl XXXIV in una rivincita contro i Rams. Nella giocata finale della partita, McNair completò un passaggio per Kevin Dyson ma il suo ricevitore fu placcato a una sola yard dalla end zone, dando la vittoria ai Rams. A fine anno firmò un nuovo contratto di sei anni del valore di 47 milioni di dollari.
Dopo una nuova stagione da 13-3 nel 2000 terminata con una sconfitta nei playoff contro i Baltimore Ravens, il ventottenne McNair giocò una delle sue migliori stagioni nel 2001. Quell'anno stabilì nuovi massimi personali in yard passate (3 350), passaggi completati (264), touchdown (21) e passer rating (90,2). Fu anche il corridore più efficace della squadra, guidando con George i Titans con cinque marcature. Per queste prestazioni fu convocato per il primo Pro Bowl in carriera.
Nel 2002, Tennessee terminò la stagione regolare con un record di 11-5 raggiungendo i playoff. Nel divisional round contro i Pittsburgh Steelers, McNair lanciò un primato personale di 338 yard nella post-season con due touchdown, due intercetti e un terzo TD su corsa, raggiungendo la finale della AFC, la sua squadra fu eliminata dagli Oakland Raiders 41-24.
Nel dicembre del 2003, infortuni a un polpaccio e a una caviglia fecero saltare due partite a McNair, che terminò comunque con le migliori cifre della carriera, incluse 3 215 yard passate, 24 passaggi da touchdown a fronte di soli sette intercetti, per un passer rating di 100,4, il migliore della NFL. I Titans conclusero con un bilancio di 12–4, lo stesso dei Colts, con Indianapolis che vinse però la division avendo battuto per due volte Tennessee. McNair e il quarterback dei Colts Peyton Manning condivisero il premio di MVP della NFL, mentre la stagione della squadra si chiuse con una sconfitta nei playoff contro i New England Patriots. McNair divenne il più giovane giocatore nella storia della NFL a passare 20 000 yard e correrne altre 3 000 quell'anno.

## Palmarès

### Franchigia
- American Football Conference Championship: 1

Tennessee Titans: 1999

### Individuale
- MVP della NFL: 1

2003 (condiviso con Peyton Manning)
- Convocazioni al Pro Bowl: 3

2000, 2003, 2005
- Second-Team All-Pro: 1

2003
- Numero 9 ritirato dai Tennessee Titans

## Statistiche
| Yard lanciate     | 31 304 |
| Touchdown         | 174    |
| Intercetti subiti | 119    |
| Passer rating     | 82,8   |